# Back on the Street
Back on the Street – czwarty album kompilacyjny heavymetalowego zespołu Saxon wydany w 1990 roku przez wytwórnię Connoisseur Collection.

## Lista utworów
1. „Power and the Glory” – 5:53
2. „Backs to the Wall” – 3:07
3. „Watching the Sky” – 3:41
4. „Never Surrender” – 3:13
5. „Princess of the Night” – 4:00
6. „Motorcycle Man” – 3:55
7. „747 (Strangers in the Night)” – 4:57
8. „Wheels of Steel” – 5:57
9. „Nightmare” – 4:25
10. „Back on the Streets” – 3:59
11. „Rock'n'Roll Gypsy” – 4:13
12. „Broken Heroes” – 5:27
13. „Devil Rides Out” – 4:23
14. „Party 'Til You Puke” – 3:27
15. „Rock the Nations” – 4:42
16. „Waiting for the Night” – 4:52
17. „I Can't Wait Anymore” – 4:24
18. „We Are Strong” – 3:55